# 125076 Michelmayor
125076 Michelmayor è un asteroide della fascia principale. Scoperto nel 2001, presenta un'orbita caratterizzata da un semiasse maggiore pari a 2,3351667 UA e da un'eccentricità di 0,1469417, inclinata di 8,13508° rispetto all'eclittica.